# Bu Njem
Bu Njem (ou parfois Bou Njem) est un site archéologique de Libye où des fouilles ont dégagé un fort romain du troisième siècle, élément avancé du Limes d'Afrique du Nord, et une petite agglomération. Les ruines du fort ont livré une documentation assez abondante.

## Le site
Bu Njem, appelé Golas, Gholaia ou Golaia à l'époque romaine se trouve sur le cours de l'oued El-Kébir, à une centaine de kilomètres de la mer, à l'est de Lepcis Magna et Tripoli, en bordure de la zone désertique. À l'époque antique, il s'agissait de la partie la plus orientale de la région de Tripolitaine, qui appartenait à la province d'Afrique proconsulaire. Les fouilles conduites de 1967 à 1980 ont dégagé un fort romain rectangulaire entouré par une petite agglomération. Plusieurs temples se trouvaient sur de petites collines en bordure du site, ainsi qu'une nécropole.

## Le fort romain
Son histoire nous est bien connue en raison de la fouille et des documents qui ont été retrouvés : inscriptions monumentales mais aussi ostraca. Le fort fut construit en 201 par un détachement (vexillation) de la légion de Numidie, la troisième légion Auguste dont le quartier général, Lambèse se trouvait à 1 150 km de là. 
Le fort a la forme classique d'une carte à jouer, quatre portes gardées par deux tours chacune. Le centre est occupé par les principia avec leur place d'armes et la chapelle aux enseignes ainsi que le tribunal de l'officier commandant le fort et  le scriptorium à proximité duquel on a retrouvé les ostraca. Le praetorium - logement du commandant - comportait aussi  une petite chapelle. Les thermes voisinaient les principia et ont livré d'intéressantes inscriptions versifiées.
Le reste du camp était occupé par des casernements, des ateliers, des lieux de stockage. Le camp pouvait accueillir entre 400 et 600 hommes environ, mais il n'est pas sûr qu'il ait toujours eu une aussi forte garnison. Il était dirigé par un centurion.

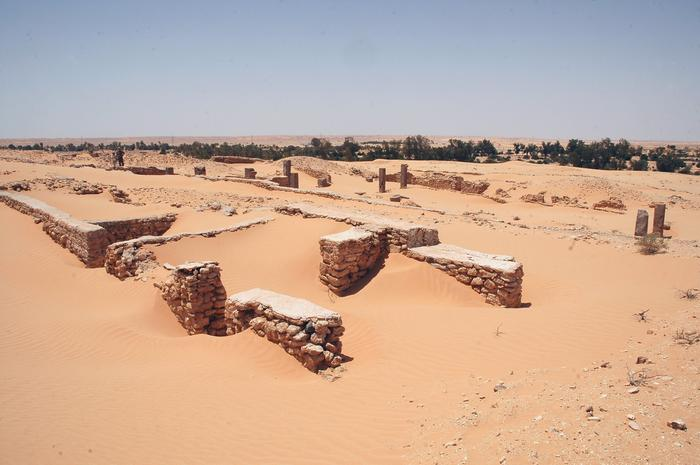
Bu Njem; foto Livius.Org.

De 201 à 205, les soldats romains installèrent des fortins et des tours de guet dans la région du camp - qui contrôlait peut-être une zone d'environ 300 km de diamètre. En 222 une porte est rénovée et réalisée en pierres de taille avec une voûte et deux tours de quatre étages. Un graffiti du camp montre son aspect général et insiste sur son élévation et son apparence rehaussée par des filets noirs sur enduit blanc donnant l'apparence de gros blocs de pierre.
À l'époque, le supérieur direct du centurion est le légat de Numidie. Par la suite un praepositus (préposé) chargé du limes (zone frontière) de Tripolitaine et de rang équestre vient étoffer un organigramme hiérarchique qui resta toujours assez sommaire. En 238, la troisième légion Auguste est dissoute pour sa participation à la répression de la révolte de Gordien Ier. Le camp accueille un détachement de troupes auxiliaires et est désormais dirigé par un décurion. Le nom de la légion est martelé sur les inscriptions du camp. En 253 la reconstitution de la troisième légion Auguste voit son retour à Bu Njem et le rétablissement de son nom sur les inscriptions.
Le camp est évacué entre 259 et 263 lors d'une réorganisation du limes de Tripolitaine alors que l'empire doit affronter de graves troubles militaires sous Gallien. L'évacuation a été planifiée et s'est passée dans le calme. Le camp fut assez vite réoccupé par des civils, signe que l'on avait compris que la légion n'y retournerait pas.

## L'activité militaire et les ostraca
L'activité militaire est bien connue grâce aux ostraca qui témoignent du quotidien de la garnison : feuille d'appel (état du jour), correspondance entre le camp et d'autres camps, rapports d'activité, etc.
Chaque jour le librarius faisait l'appel des soldats placés sous ses ordres. Outre son assistant (optio), il comptait les soldats à l'exercice (quintanarii), les soldats de garde, des cavaliers, des hommes en missions diverses et de corvée : au four ou aux bains. L'exercice et les corvées retenaient le plus de soldats sur un effectif qui avoisine souvent 80 hommes. La corvée des bains concernait les soldats qui devaient les chauffer, réguler la température et l'arrivée d'eau et peut-être servir de "garçon de bain".
Les ostraca témoignent aussi du ravitaillement : blé, orge, bois, chameaux, ânes. Ils témoignent surtout du contrôle effectué par la garnison sur la région qui dépendait d'elle. Ce contrôle est très précis et tatillon : le nombre d'ânes voyageant avec les voyageurs est identifié, l'identité de ces voyageurs peut aussi l'être, comme lorsque l'on retrouve un esclave en fuite. Les marchandises sont aussi contrôlées et enregistrées. Cette activité de contrôle peut laisser penser à un but fiscal, comme à Zaraï en Numidie où l'on a retrouvé un tarif douanier. Quoi qu'il en soit, elle recoupe aussi la mission de surveillance du camp et de renseignement militaire qui est aussi bien attestée. Cette mission était destinée surtout à surveiller le puissant peuple des Garamantes qui se trouvait plus au sud.
Dans l'ensemble, la documentation ne reflète pas une situation de violence ou de conflit, mais le train-train de la garnison la plus orientale de la frontière de l'Afrique romaine. Cette activité était aussi parfois plus distinguée. Deux centurions, à vingt ans de distance, ont laissé une inscription en vers sur le mur des thermes. Ces inscriptions monumentales décrivent les activités des soldats : délassement des bains après la chaleur du désert sableux, construction de la porte du camp. La seconde inscription, datée de 222, est l'œuvre du centurion M. Porcius Iasucthan dont le nom indique qu'il était d'origine africaine. La faible qualité métrique de son poème montre que le latin n'était sans doute pas sa langue maternelle. C'est un bon exemple de la romanisation parfois induite par l'armée romaine.

## Les civils
Un certain nombre d'entre eux se trouvaient à proximité du camp, d'autres étaient de passage comme les caravanes contrôlées par les soldats. D'autres enfin étaient les "fermiers du désert", des gens de la tribu des Maces qui s'étaient sédentarisés et exploitaient l'humidité des fonds d'oued et la pluviosité pour cultiver. Leurs fermes étaient isolées, souvent en bordure de collines, au centre d'un réseau de citernes essentielles pour avoir de l'eau. Jusque vers 200-250 ces fermes ne sont pas fortifiées, signe que le pays est sûr et pacifié. À la même époque, de la céramique fine témoigne d'une relative prospérité.
L'agglomération montre quelques échoppes d'artisans (des vétérans ?) et des temples élevés par les soldats à des dieux romains assimilés aux dieux locaux : Jupiter-Hammon, Mars-Canapphar.